# فصلنامه الکترونیکی گیاهپزشکان ایران
فصلنامه الکترونیکی گیاهپزشکان ایران فصلنامه‌ای تخصیصی پیرامون گیاهپزشکی است. در وب‌گاه آن نشریه آمده‌است که اولین و تنها نشریهٔ اینترنتی تخصصی گیاهپزشکی در ایران است.
فصلنامه الکترونیکی گیاهپزشکان ایران باهدف اطلاع‌رسانی آخرین اخبار و دستاوردهای پژوهشی، علمی و ترویجی داخلی و خارجی، پایان‌نامه‌ها، کتب جدید، کارگاه‌های آموزشی و همایشهای داخلی و خارجی و سایر موضوعات مرتبط با گیاهپزشکی به صورت هر سه ماه یکبار منتشر می‌شود.
این فصلنامه با رویهٔ علمی، آموزشی، خبری و تحلیلی خود و با شعار «گیاهپزشکان ایران متعلق به همه گیاهپزشکان ایران» سعی دارد به ایجاد فضایی جهت تبادل آرا و افکار تمامی پژوهشگران، اساتید و دانشجویان علم گیاهپزشکی با زیر شاخه‌های حشره‌شناسی کشاورزی، بیماری‌شناسی گیاهی، علف‌های هرز، حشره شناسی پزشکی و نیز سایر علوم مرتبط با گیاهپزشکی همچون ژنتیک، زیست فناوری و ریز فناوری بپردازد. نشریه الکترونیکی گیاهپزشکان ایران، به هیچ نهاد و سازمانی وابسته نبوده و هدف آن چرخش آزاد اطلاعات علمی گیاهپزشکی در بین جامعه بزرگ گیاه‌پزشکی کشور است.